# The Acolytes Protection Agency
L'Acolytes Protection Agency, noto anche con l'acronimo APA, è stato un Tag team di wrestling attivo nella World Wrestling Federation/Entertainment tra il 1998 e il 2002 e, di nuovo, tra il 2003 e il 2004, formata da Bradshaw e Faarooq.

## Carriera
Debuttarono nell'ottobre 1998, sotto il nome "Hell's Henchmen" e con la guida di The Jackyl. Prima di iniziare a far coppia, i due venivano da una lunga striscia di sconfitte, ma nel momento in cui iniziarono a lottare insieme, diventarono una forza inarrestabile. Quando The Jackyl lasciò la WWF, entrarono nella nuova stable di The Undertaker, i Ministry of Darkness. Adottarono anche il nome "The Acolytes". Ebbero diversi match contro altre coppie dell'epoca, come Kane e X-Pac, The Brood e The Hardy Boyz. Alla fine del 1999, i Ministry of Darkness si sciolsero. Nel 2000, cambiarono ancora nome in "Acolytes Protection Agency". Lottarono insieme fino al 2002, quando Bradshaw andò a Raw e Faarooq a SmackDown!.
Tornarono in coppia nel biennio 2003–2004, fino a quando non persero un match a stipulazione speciale contro Rikishi e Scotty 2 Hotty, in cui gli sconfitti sarebbero stati licenziati per volere di Paul Heyman. Gli APA persero, ma solo Faarooq venne licenziato. Dopo questo episodio, infatti, Bradshaw attaccò il suo vecchio amico, diventò John "Bradshaw" Layfield (JBL) e si ritrovò catapultato nel main event, mentre per Faarooq appariva soltanto in qualche scena nel backstage e dopo poco tempo si ritirò.

### Apparizioni sporadiche (2007–presente)
Nel 2007 ci furono due riunioni: la prima fu il 13 agosto 2007, quando in un segmento del backstage, si incontrarono JBL, Michael Cole e Faarooq. La seconda fu una riunione nel ring, quando gli APA intervennero in favore di Hornswoggle durante la puntata di Raw del 3 dicembre 2007, aiutato il leprauchan a vincere il match contro Jonathan Coachman e Carlito. Un'altra riunione è avvenuta nel millesimo episodio di Raw, il 23 luglio 2012, quando Lita, in vista di uno scontro con Heath Slater, ha chiamato gli APA in qualità di guardie del corpo.